# Giurassico medio
| Periodo                                                                                      | Epoca                | Piano          | Età (Ma)    |
| -------------------------------------------------------------------------------------------- | -------------------- | -------------- | ----------- |
| Cretacico                                                                                    | Cretacico inferiore  | Berriasiano    | Più recente |
| Giurassico                                                                                   | Giurassico superiore | Titoniano      | 149,2 ± 0,7 |
| Giurassico                                                                                   | Giurassico superiore | Kimmeridgiano  | 154,8 ± 0,8 |
| Giurassico                                                                                   | Giurassico superiore | Oxfordiano     | 161,5 ± 1,0 |
| Giurassico                                                                                   | Giurassico medio     | Calloviano     | 165,3 ± 1,1 |
| Giurassico                                                                                   | Giurassico medio     | Bathoniano     | 168,2 ± 1,2 |
| Giurassico                                                                                   | Giurassico medio     | Bajociano      | 170,9 ± 0,8 |
| Giurassico                                                                                   | Giurassico medio     | Aaleniano      | 174,7 ± 0,8 |
| Giurassico                                                                                   | Giurassico inferiore | Toarciano      | 184,2 ± 0,3 |
| Giurassico                                                                                   | Giurassico inferiore | Pliensbachiano | 192,9 ± 0,3 |
| Giurassico                                                                                   | Giurassico inferiore | Sinemuriano    | 199,5 ± 0,3 |
| Giurassico                                                                                   | Giurassico inferiore | Hettangiano    | 201,4 ± 0,3 |
| Triassico                                                                                    | Triassico superiore  | Retico         | Più antico  |
| Suddivisione del Giurassico secondo la Commissione internazionale di stratigrafia dell'IUGS. |                      |                |             |

Nella scala dei tempi geologici, il Giurassico medio, è la seconda delle tre epoche in cui è suddiviso il periodo Giurassico. Esso si estende cronologicamente da 175,6 ± 2,0 a  161,2 ± 4,0 milioni di anni fa (Ma). È preceduto dal Giurassico inferiore e seguito dal Giurassico superiore.
Nella litostratigrafia europea le rocce di questo periodo sono note come "Dogger" (dal Dogger Bank, un banco sabbioso sottomarino nel mare del Nord) e questo aveva portato in passato a utilizzare questo nome anche per indicare l'epoca. La IUGS raccomanda tuttavia di tenere separati i due nomi in modo da distinguere le unità litostratigrafiche dal periodo di tempo.

## Suddivisioni
La Commissione Internazionale di Stratigrafia riconosce per il Giurassico medio la suddivisione in quattro   piani ordinati dal più recente al più antico secondo il seguente schema:
- Calloviano: da 164,7 ± 4,0 a 161,2 ± 4,0 Ma
- Bathoniano: da 167,7 ± 3,5 a 164,7 ± 4,0 Ma
- Bajociano: da 171,6 ± 3,0 a 167,7 ± 3,5 Ma
- Aaleniano: da 175,6 ± 2,0 a 171,6 ± 3,0 Ma

## Definizioni stratigrafiche e GSSP
La base del Giurassico medio coincide con quella del suo primo piano, l'Aaleniano, ed è definita dalla prima comparsa negli orizzonti stratigrafici del genere ammonitico Leioceras. Tale definizione del limite è applicabile anche in Italia, sezione di Valdorbia, Scheggia, Umbria (6) (vedi Note)

### GSSP
Il GSSP, il profilo stratigrafico di riferimento della Commissione Internazionale di Stratigrafia per la base del Giurassico medio e dell'Aaleniano, è localizzato circa 500 metri a nord del paesino di Fuentelsaz, nella provincia di Guadalajara, in Spagna.

## Paleogeografia
In questa epoca la Pangea cominciò a separarsi in Laurasia e Gondwana e si ebbe la formazione dell'Oceano Atlantico.
 
Attività tettoniche erano presenti nella parte est della Laurasia poiché la placca Cimmeriana continuava a collidere con la costa meridionale della Laurasia, chiudendo completamente l'Oceano Paleotetide. Una zona di subduzione della costa del Nord America occidentale contribuiva alla formazione delle Montagne Rocciose Ancestrali.

## Forme di vita

### Vita marina
Durante quest'arco di tempo, la vita marina ebbe una notevole fioritura con una enorme proliferazione di ammoniti e bivalvi, che sono fossili guida di quest'epoca, tanto che vengono utilizzati nella definizione dei piani stratigrafici.
 
Gli Ichthyosauria, benché comuni, sono ridotti in quanto a diversità mentre i grandi predatori marini, i pliosauri, crebbero fino alle dimensioni di un'orca o anche maggiori come nel caso dei Pliosauri o del Liopleurodon). 
I Plesiosauri divennero comuni in questo periodo, mentre fecero la loro comparsa i coccodrilli metriorhynchidae.

### Vita terrestre
Nuovi tipi di dinosauri si evolsero sulla Terra come i cetiosauri, brachiosauri, megalosauri e hypsilophodonti.
Discendenti dei Therapsida, i cynodonti andavano allora moltiplicandosi, insieme ai dinosauri, benché avessero le dimensioni di un toporagno; nessuno eccedeva le dimensioni di un tasso. Un gruppo di cynodonti, i Trithelodonti stavano diventando rari e possiamo considerarli estinti alla fine di quest'epoca. I Tritylodonti erano ancora comuni. 
I Mammaliformi, che si evolsero da un gruppo di cynodonti erano ancora rari e poco significativi a quel tempo. Fu in questa epoca che i “veri” mammiferi iniziarono la loro evoluzione.

### Flora
Le Conifere dominavano il Giurassico medio. Altre piante, come il ginkgo, le cicadi e le felci erano piuttosto comuni.